# Plaza Catedral
Plaza Catedral és una pel·lícula dramàtica panamenya de 2021 dirigida per Abner Benaim. Va ser seleccionada com l'entrada panamenya a Millor Pel·lícula Internacional als Premis Oscar de 2021. La pel·lícula va aparèixer en la llista de finalistes de Millor Pel·lícula Internacional al desembre de 2021.
El jove actor Fernando Xavier de Casta va rebre el Premi Mezcal a Millor Actor del Festival Internacional de Cinema a Guadalajara, però va ser assassinat a trets a Panamà abans que la pel·lícula s'estrenés internacionalment.

## Repartiment
- Manolo Cardona com Diego
- Ilse Salas com Alicia
- Fernando Xavier De Casta com Chief

## Premis
| Any  | Premi          | Categoria                     | Nominat       | Resultat | Ref   |
| ---- | -------------- | ----------------------------- | ------------- | -------- | ----- |
| 2022 | Premis Platino | Millor interpretació femenina | Ilse Salas    | Nominat  | [ 9 ] |
| 2022 | Premis Platino | Millor guió                   | Abner Benaim  | Nominat  | [ 9 ] |
| 2022 | Premis Platino | Millor direcció de so         | Carlos García | Nominat  | [ 9 ] |